# Люк, цукерка
Люк, цукерка (англ. Luke, the Candy Cut-Up) — американська короткометражна кінокомедія режисера Хела Роача 1916 року.

## Сюжет
Працюючи кондитером, Люк краде годинник від клієнта, що призводить до дикої погоні, за участю поліції, по всій території магазину.

## У ролях
- Гарольд Ллойд — Одинокий Люк
- Снуб Поллард
- Бібі Данієлс
- Джин Марш
- Семмі Брукс
- Біллі Фей
- Фред С. Ньюмейер
- Чарльз Стівенсон